# 彼女の部屋 (関西テレビ)
『彼女の部屋』（かのじょのへや）は、1998年10月9日から2004年3月26日まで関西テレビで毎週金曜 25時55分 - 26時10分に放送されていたバラエティ番組である。

## 番組内容
毎回様々な一般女性が登場。初期から中期頃までは一般女性ばかりが出演していたが、末期にはモデルやタレントの卵などが多く出演していた。
番組の最後には、その回に登場した女性が自分の部屋の中で、影の見えるカーテンの中で水着への生着替えを行う「彼女が水着に着替えたら」のコーナーがあった。番組下半期には着替えシーンに加えてシャワーシーンまで登場し、かなり派手な内容になった。
番組の終了から約2年後の2006年10月、リニューアル版の『彼女の部屋R』（かのじょのへやリターンズ）が2008年6月まで関西テレビ☆京都チャンネルで放送された。